# Fontaine de Châtenois
La fontaine de Châtenois est un monument historique situé à Châtenois, dans le département français du Bas-Rhin.

## Localisation
Cette construction est située place de la Mairie à Châtenois.

## Historique
L'édifice fait l'objet d'une inscription au titre des monuments historiques depuis 1932.